# Pesce finto
Il pesce finto è un antipasto tradizionale italiano spesso consumato in estate.

## Descrizione
Si tratta di una mousse di tonno, patate e capperi e prende il nome dalla forma che gli viene data.
Esistono due versioni del piatto: in quella "borghese" si miscelano capperi tritati, tonno, filetti di acciuga e patate, li si mette in una terrina imburrata e li si lascia riposare per qualche ora in frigo. In una sua variante più popolare, invece, l'impasto è legato alla maionese. Il pesce finto è decorato con sottaceti, olive, carote, erba cipollina o rucola.